# Horst Wohlers
Horst Wohlers (Brunsbüttel, 1949. augusztus 6. –) német labdarúgó, hátvéd, középpályás, edző.

## Pályafutása

### Játékosként
1970 és 1975 között a St. Pauli, 1975 és 1979 között a Borussia Mönchengladbach, 1980 és 1982 között az 1860 München, 1982 és 1985 között az Arminia Bielefeld labdarúgója volt. A Borussia együttesével két nyugatnémet bajnoki címet szerzett. Tagja volt az 1976–77-es idényben BEK-döntős és az 1978–79-es idényben UEFA-kupagyőztes csapatnak.

### Edzőként
1986–87-ben a Paderborn-Neuhaus csapatánál kezdte az edzői pályafutását, majd 1987 és 1989 között a Bayer Uerdingen segédedző volt. 1989 és 1991 között a Bayer Uerdingen vezetőedzőjeként tevékenykedett. 1991–92-ben a St. Pauli, 1992–93-ban az SV Lurup, 1994–95-ben a VfB Oldenburg, 1995–96-ban az Eintracht Trier szakmai munkáját irányította. 1997-ben a japán Urava Red Diamonds csapatánál volt Horst Köppel segédedzője. 2004–05-ben a Borussia Mönchengladbach ifjúsági, 2005 és 2010 között a Borussia második csapatának az edzője volt.

## Sikerei, díjai

### Játékosként
Borussia Mönchengladbach
- Nyugatnémet bajnokság (Bundesliga)
  - bajnok (2): 1975–76, 1976–77
  - 2.: 1977–78
- Bajnokcsapatok Európa-kupája (BEK)
  - döntős: 1976–77
- UEFA-kupa
  - győztes: 1978–79